# Krzesełko do karmienia dzieci

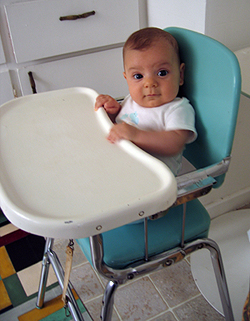
Dziecko siedzące w krzesełku

Krzesełko do karmienia dzieci – krzesełko przeznaczone dla dzieci i niemowląt, zwykle posiadają zamontowaną podstawkę ułatwiającą karmienie lub samodzielne spożywanie posiłku. Przeważnie są odpowiednio podwyższone, aby ułatwić karmienie przez rodziców oraz aby umożliwić dzieciom siedzenie przy stole podczas posiłku z rodziną. Krzesełka te mogą spełniać inne zadania. Są też wygodnym i względnie bezpiecznym siedziskiem dla dziecka nie tylko podczas jedzenia, ale również i zabawy, a równocześnie pozwalają rodzicom wykonać inne czynności.
Z krzesełka powinny korzystać dzieci, gdy opanują już umiejętność siadu.